# Максим Леонтьев
Максим Леонтьев сын Толстоухов (то есть Максим Леонтьевич Толстоухов; ум. 1711/1712, Пекин, Китай) — священник Русской православной церкви, настоятель Софийской церкви в Пекине, первый известный православный священник в Китае.

## Биография
Был пленён вместе с приблизительно 45 русскими казаками во время нападения маньчжуров на амурскую крепость Албазин в 1685 году. Ему удалось захватить с собой икону и некоторую церковную утварь.
Албазинцев компактно поселили во Внутреннем городе Пекина, у ворот Дунчжимэнь. Они были причислены маньчжурским императором Сюанье (девиз правления — «Канси») к почётному военному сословию, которое занимало высокое положение в сословной иерархии империи Дай-Цин-Го, и зачислены с приличным жалованием в «русскую роту» жёлтого с каймой знамени императорской гвардии. Пленные албазинцы наравне с другими солдатами получили казённые квартиры, деньги на первоначальное обзаведение хозяйством, наделы пахотной земли, холостых казаков женили на маньчжурках. Для богослужения русским была передана во владение буддийская кумирня Гуаньдимяо (храм Бога войны), которую священник Максим Леонтьев обратил в часовню во имя святителя Николая Чудотворца. Там вплоть до 1695 года он совершал богослужения, удовлетворяя духовные нужды своей паствы — крестил, венчал, отпевал и молился за единоверцев. О. Максим нёс с албазинцами и труды боевой жизни. Так, во время одной войны маньчжуров с калмыками, он ходил с ними в поход, наперёд остригши голову по-маньчжурски.
Одновременно, как писал занимавший тогда Тобольскую кафедру митрополит Игнатий (Римский-Корсаков) о его деятельности: «Христовы православные веры свет им (китайцам) открывал».
Летом 1695 года митрополит Сибирский и Тобольский Игнатий отправил из Тобольска в Китай с торговыми людьми дьякона соборной церкви Лаврентия Иванова и возложил «проповеднику святого Евангелия в китайском царствии, благоговейному иерею Максиму Леонтьеву и всем православным христианам, обитающим в Китайском царствии, архипастырское благословение». В 1696 году Иванов добрался до Пекина, куда доставил антиминс, миро и масло «со всякими церковными потребами» для освящения церкви «во имя с[вятой] Софии премудрости Божией». В 1696 году совместно с прибывшими из России клириками освятил церковь во имя Святой Софии, однако её так и продолжали по традиции называть Никольской в честь иконы Николая Чудотворца.
Наставления отца Максима, как писал историк Православия в Китае иеромонах Николай (Адоратский), «не в состоянии были предохранить албазинцев от языческого влияния», а «в ближайшем их потомстве явилось открытое равнодушие к вере отцев». Дети их по нескольку времени оставались не окрещенными, несмотря на всевозможные увещания престарелого их пастыря. Мало того, дети самого о. Максима не чужды были некоторых суеверий китайского язычества. К тому же с годами албазинский батюшка стал стар и немощен, его зрение ухудшалось. По свидетельству одного из современников, «уже к 1699 году отец Максим был стар и плохо видел». Он отправлял богослужение до своей кончины в 1712 году (по другим данным, в 1711 году), «покинутый своими детьми и паствою». Могила его, как и само кладбище, где он был похоронен, не сохранились.